# Esqui alpino nos Jogos Olímpicos de Inverno de 2014 - Super-G feminino
O evento super-g feminino nos Jogos Olímpicos de Inverno de 2014 foi disputado no Centro Alpino Rosa Khutor, na Clareira Vermelha, em Sóchi no dia 15 de fevereiro de 2014.

## Medalhistas
| Ouro   | AUT Anna Fenninger    |
| Prata  | GER Maria Höfl-Riesch |
| Bronze | AUT Nicole Hosp       |

## Resultados
| Pos.              | Bib | Atleta                          | Tempo   | Diferença |
| ----------------- | --- | ------------------------------- | ------- | --------- |
| Medalha de ouro   | 18  | AUT Anna Fenninger              | 1:25.52 | —         |
| Medalha de prata  | 22  | GER Maria Höfl-Riesch           | 1:26.07 | +0.55     |
| Medalha de bronze | 16  | AUT Nicole Hosp                 | 1:26.18 | +0.66     |
| 4                 | 20  | SUI Lara Gut                    | 1:26.25 | +0.73     |
| 5                 | 19  | SLO Tina Maze                   | 1:26.28 | +0.76     |
| 6                 | 30  | SUI Fränzi Aufdenblatten        | 1:26.79 | +1.27     |
| 7                 | 9   | SUI Fabienne Suter              | 1:26.89 | +1.37     |
| 8                 | 14  | USA Julia Mancuso               | 1:27.04 | +1.52     |
| 9                 | 15  | GER Viktoria Rebensburg         | 1:27.08 | +1.56     |
| 10                | 10  | ITA Nadia Fanchini              | 1:27.20 | +1.68     |
| 11                | 13  | AUT Regina Sterz                | 1:27.52 | +2.00     |
| 11                | 12  | ITA Verena Stuffer              | 1:27.52 | +2.00     |
| 13                | 23  | SLO Ilka Štuhec                 | 1:27.69 | +2.17     |
| 14                | 24  | NOR Lotte Smiseth Sejersted     | 1:27.80 | +2.28     |
| 15                | 35  | HUN Edit Miklós                 | 1:27.87 | +2.35     |
| 16                | 28  | SLO Maruša Ferk                 | 1:28.19 | +2.67     |
| 17                | 33  | CZE Klára Křížová               | 1:28.30 | +2.78     |
| 18                | 2   | USA Leanne Smith                | 1:28.38 | +2.86     |
| 19                | 27  | NOR Ragnhild Mowinckel          | 1:28.53 | +3.01     |
| 20                | 31  | CAN Marie-Pier Préfontaine      | 1:28.67 | +3.15     |
| 21                | 39  | SWE Sara Hector                 | 1:28.71 | +3.19     |
| 22                | 42  | SVK Barbara Kantorová           | 1:28.91 | +3.39     |
| 23                | 34  | GBR Chemmy Alcott               | 1:29.14 | +3.62     |
| 24                | 32  | RUS Elena Yakovishina           | 1:29.38 | +3.86     |
| 25                | 43  | CZE Katerina Paulathová         | 1:30.17 | +4.65     |
| 26                | 40  | ARG Macarena Simari Birkner     | 1:31.10 | +5.58     |
| 27                | 50  | UKR Bogdana Matsotska           | 1:31.58 | +6.06     |
| 28                | 47  | HUN Anna Berecz                 | 1:33.07 | +7.55     |
| 29                | 45  | ISL Helga María Vilhjálmsdóttir | 1:33.42 | +7.90     |
| 30                | 44  | ROU Ania Monica Caill           | 1:33.73 | +8.21     |
| 31                | 49  | LAT Agnese Āboltiņa             | 1:36.10 | +10.58    |
|                   | 17  | LIE Tina Weirather              | DNS     |           |
|                   | 1   | ESP Carolina Ruiz Castillo      | DNF     |           |
|                   | 3   | ITA Daniela Merighetti          | DNF     |           |
|                   | 4   | SWE Jessica Lindell-Vikarby     | DNF     |           |
|                   | 5   | CAN Marie-Michèle Gagnon        | DNF     |           |
|                   | 6   | FRA Marie Marchand-Arvier       | DNF     |           |
|                   | 7   | USA Laurenne Ross               | DNF     |           |
|                   | 8   | SWE Kajsa Kling                 | DNF     |           |
|                   | 11  | SUI Dominique Gisin             | DNF     |           |
|                   | 21  | AUT Elisabeth Görgl             | DNF     |           |
|                   | 25  | CAN Larisa Yurkiw               | DNF     |           |
|                   | 26  | ITA Francesca Marsaglia         | DNF     |           |
|                   | 36  | RUS Maria Bedareva              | DNF     |           |
|                   | 37  | POL Karolina Chrapek            | DNF     |           |
|                   | 38  | AUS Greta Small                 | DNF     |           |
|                   | 29  | USA Stacey Cook                 | DNF     |           |
|                   | 41  | POL Maryna Gąsienica-Daniel     | DNF     |           |
|                   | 46  | BLR Maria Shkanova              | DNF     |           |
|                   | 48  | SVK Kristina Saalová            | DNF     |           |

Legenda
| Recorde mundial      | Recorde mundial (World record)               |                       | Recorde africano                      | Recorde africano (African) |                                           | Q | Classificado por posição (Qualified) |
| Recorde olímpico     | Recorde olímpico (Olympic record)            | Recorde da América    | Recorde da América (Americas)         | q                          | Classificado por melhor tempo (Qualified) |   |                                      |
| Melhor marca do ano  | Melhor marca do ano (World leading)          | Recorde asiático      | Recorde asiático (Asian)              | DNS                        | Não largou (Did not start)                |   |                                      |
| Recorde nacional     | Recorde nacional (National record)           | Recorde europeu       | Recorde europeu (European)            | DNF                        | Não terminou (Did not finish)             |   |                                      |
| Recorde pessoal      | Recorde pessoal do atleta (Personal best)    | Recorde da Oceania    | Recorde da Oceania (Oceania)          | DSQ / DQ                   | Desclassificado (Disqualified)            |   |                                      |
| Recorde da temporada | Recorde da temporada do atleta (Season best) | Recorde sul-americano | Recorde sul-americano (South America) | NM                         | Sem marca (No mark)                       |   |                                      |